# Spirit of the Forest
Spirit of the Forest es el primer álbum de la banda finlandesa Korpiklaani de folk metal, lanzado en 2003 por Napalm Records.

## Lista de canciones
1. "Wooden Pints" - 3:42
2. "Before the Morning Sun" - 4:25
3. "God of Wind" - 3:14
4. "With Trees" - 8:06
5. "Pellonpekko" - 3:36
6. "You Looked Into My Eyes" - 2:14
7. "Hullunhumppa" - 1:29
8. "Man Can Go Even Through the Grey Stone" - 2:22
9. "Pixies Dance" - 2:19
10. "Juokse Sinä Humma" - 1:16
11. "Crows Bring the Spring" - 5:25
12. "Hengettömiltä Hengiltä" - 0:34
13. "Shaman Drum" - 4:57
14. "Mother Earth" - 4:37

## Créditos
- Jonne Järvelä - voz principal, guitarra eléctrica y acústica
- Jaakko "Hittavainen" Lemmetty - violín, jouhikko, flauta
- Arto - bajo
- Ali - percusión
- Honka - guitarra
- Samu Ruotsalainen (de Finntroll) - batería